# Origin of Symmetry
Origin of Symmetry (в переводе с англ. — происхождение симметрии) — второй студийный альбом британской альтернативной рок-группы Muse, выпущенный летом 2001 лейблом Mushroom Records в UK. Plug In Baby, New Born, Bliss, Feeling Good и Hyper Music были выпущены в виде синглов к этому альбому, позже две из них перевыпустили вместе двойным CD. В 2006 году читатели музыкального журнала Q назвали этот альбом #73 в их 100 Greatest Albums Ever.

## Об альбоме
Maverick Records, ранее уже выпустивший дебютный альбом группы «Showbiz» в США, попросил Muse убрать фальцет из песен для американского релиза. Они считали, что фальцет может препятствовать попаданию альбома на радиостанции. Muse отказались от компромисса с их артистической целостностью. По этой причине CD не был выпущен в США до сентября 2005 года
. В Великобритании альбом стал платиновым.
Звук нового альбома заметно отличался от предыдущего альбома «Showbiz», и представлял собой сплошной эксперимент в каждом треке. Доминик Ховард расширил комплект ударных, а Мэттью Беллами использовал орган в треке «Megalomania», из-за чего эта песня редко исполняется вживую — как в Royal Albert Hall и на концерте Hullabaloo в Париже. В большинстве песен ведущая партия — басовая, а партия Мэтта только обеспечивает дополнительные оттенки.

## В массовой культуре
«Feeling Good» является кавером песни Энтони Ньюли и Лесли Брикасса, написанной для Нины Симон. По словам Беллами, песня была включена в альбом потому, что это любимая песня его матери. Позднее Адам Ламберт исполнил кавер, очень похожий на версию Muse. Песня «Feeling Good» звучит в начале 14 эпизода 3 сезона в американской версии сериала «Близкие друзья». Также она звучит в фильме «7 жизней», в главной роли которого играет Уилл Смит, и вошла в оригинальный саундтрек игры The Saboteur. В финальных титрах 4 серии 1-го сезона сериала Лютер так же звучит «Feeling Good».
Песню «New Born» можно услышать в фильме «Кровавая жатва», в главной роли которого играет Сесиль Де Франс.
«Space Dementia» использовалась Dior для рекламы Midnight Poison.
«Plug In Baby» включена как один из треков в Guitar Hero 5, с аватаром Мэттью Беллами, появляющимся в режиме карьеры.

## Список композиций
Все песни написаны Мэттом Беллами, кроме Feeling Good, написанной Брикас Лесли и Энтони Ньюли.
| №   | Название                                   | Длительность |
| --- | ------------------------------------------ | ------------ |
| 1.  | «New Born»                                 | 6:01         |
| 2.  | «Bliss»                                    | 4:12         |
| 3.  | «Space Dementia»                           | 6:20         |
| 4.  | «Hyper Music»                              | 3:20         |
| 5.  | «Plug In Baby»                             | 3:40         |
| 6.  | «Citizen Erased»                           | 7:19         |
| 7.  | «Micro Cuts»                               | 3:38         |
| 8.  | «Screenager»                               | 4:20         |
| 9.  | «Darkshines»                               | 4:47         |
| 10. | «Feeling Good»                             | 3:19         |
| 11. | «Futurism» (бонус-трек в японском издании) | 3:27         |
| 12. | «Megalomania»                              | 4:38         |

## Участники записи
Muse
- Мэттью Беллами — вокал, гитара, клавишные, струнные аранжировки
- Доминик Ховард — ударные и перкуссия
- Крис Уолстенхолм — бас-гитара, бэк-вокал, вибрафон

Сессионные музыканты
- Клэр Финнимор — альт
- Сара Герберт — скрипка
- Каролин Лавелль — виолончель (Feeling Good)
- Жаклин Норри — скрипка

## Синглы
| Название                 | Дата релиза      | Формат      | Кат. #      | UK Singles Chart | US Modern Rock chart |
| ------------------------ | ---------------- | ----------- | ----------- | ---------------- | -------------------- |
| Plug In Baby             | 5 марта, 2001    | CD/Vinyl 7" | MUSH 89 CDS | 11               | -*                   |
| New Born                 | 5 июня, 2001     | CD/Vinyl 7" | MUSH 92 CDS | 12               | -*                   |
| Bliss                    | 20 августа, 2001 | CD/Vinyl 7" | MUSH 96 CDS | 22               | -*                   |
| Hyper Music/Feeling Good | 24 ноября, 2001  | CD/Vinyl 7" | MUSH 97 CDS | 24               | -*                   |